# Његошева улица (Београд)
| ЊЕГОШЕВА · улица | ЊЕГОШЕВА · улица                        |
| ---------------- | --------------------------------------- |
|                  |                                         |
| Општина          | Врачар                                  |
| Почетак          | Улица краља Милана (Београд) Цветни трг |
| Крај             | Улица Максима Горког                    |
| Дужина           | 1100 m                                  |
| Створена         | 1872                                    |
| Названа          | 1921                                    |
| Стари називи     | Пријепољска                             |
|                  |                                         |
|                  |                                         |

Улица Његошева налази се у средишњем делу општине Врачар, у Београду. Од Улице краља Милана и Цветног трга до Каленић пијаце и Улице Максима Горког, сече улице: Светозара Марковића, Краља Милутина, Београдску, Проте Матеје, Алексе Ненадовића, Смиљанићева, Кнегиње Зорке, Молерову, Коче Капетана, Баба Вишњину и Курсулину.

## Име улице
Име је добила по Петру II Петровићу Његошу (1813–1851)), духовном и световном владару Црне Горе. Био је највећи црногорски и српски писац и филозоф.
Стари назив улице био је Пријепољска и пружала се од улице Кнеза Милоша до Невесињске улице (1872—1896).
Потоњи називи: Његошева – Његушева (1896-1921), мењао је два пута називи
Масарикова (1907-1943)- део улице од улице Кнеза Милоша до улице Краља Милана
Вазнесењска (1943.-1946)- део улице од улице Кнеза Милоша до улице Краља Милана
Садашњи називи: Масарикова од 1946 до данас –део улице од Улице кнеза Милоша до Ресавске улице.
Његошева од 1921. до данас од Улице краља Милана до Улице Максима Горког. 

## Историја
Крајем 19. века донет је први урбанистички план Београда (1887.године) а развој Врачара кренуо је у два правца, дуж Улице краља Милана према Славији и бившим Цариградским друмом (Булевар краља Александра).
Изнад Славије, која је тада била ловиште, мочварно земљиште обрасло трском, службеник британске амбасаде Франсис Макензи купује од министра Симића велики део земље, парцелише и уз обавезу тврде градње продаје је заинтересованим грађанима Београда. Овај кварт добија име Енглезовац иако је Макензи био Шкот. Поред њега, развија се и кварт Грантовац између Његошеве, Београдске и Крунске улице, све до Каленић пијаце. Кварт Грантовац је добио име по власнику земљишта, Едварду Гранту, америчком конзулу који је овде изградио своју резиденцију а затим је око њега почео да се формира нови крај.

## Његошевом улицом
Његошева улица на Врачару данас је позната и по називу улица липа и кафића. На самом почетку, од Улице краља Милана до Улице Светозара Марковића, налази се пешачка зона.

### Споменик Бориславу Пекићу
У марту месецу 2016. године, на Цветном тргу, откривен је споменик Бориславу Пекићу, једном од најзначајнијих књижевника 20.века.
(Главни чланак :Борислав Пекић)

### Цветни трг
Некада пијаца а сада уређен простор са цвећарама, налази се између Улица краља Милана, Његошеве и Светозара Марковића. Основан је 1885. године и раније се звао Врачарски трг.
(Главни чланак: Цветни трг)

### Дом друштва за улепшавање Врачара
Његошева 1.
Зграду је 1902. године подигло Друштво за улепшавање Врачара, основано 1884. године, са циљем да се стара о уређењу и улепшавању источног и западног Врачара. Служила је као његово седиште до укидања истог 1941. године. Ова зграда представља непокретно културно добро као споменик културе.
(Главни чланак: Друштво за улепшавање Врачара)

### Кућа браће Николић
Његошева 11.
Ова двоспратница зидана у српско-византијском стилу, између 1912 и 1914. године, по пројекту архитекте Бранка Таназевића. Власници зграде били су Јован и Максим Николић, па се објекат и зове по њима. Зграда је споменик културе. 
(Главни чланак:Кућа браће Николић)

### Зграда државне хемијске лабораторије
Његошева 11 и улица Краља Милутина 25
Зграда државне хемијске лабораторије подигнута је 1882. године за потребе већ основане Државне хемијске лабораторије. Представља непокретно културно добро као споменик културе.

### Трећа београдска гимназија
Његошева 15
- Зграда Треће београдске гимназије

Трећа београдска гимназија добија своју зграду 1906. године, саграђену према пројекту архитеката Драгутина Ђорђевића и Душана Живановића.Објекат је складних пропорција, велике површине основе и са једним спратом. 
(Главни чланак: Трећа београдска гимназија

### Кућа пуковника Елезовића
Његошева 20
- Кућа пуковника Елезовића

Кућа је саграђена 1927. године према пројекту архитекте Александра Дерока, као стамбени објекат за рентирање. Представља непокретно културно добро као споменик културе. 
(Главни чланак:Кућа пуковника Елезовића у Београду)

### Природњачки музеј
Његошева 51
Музеј је једна од најстаријих музеолошких институција у Србији. Основан је у Београду 1895. као Јестаственички музеј Српске земље.
(Главни чланак:Природњачки музеј)